# Comitato Olimpico Slovacco
Il Comitato Olimpico Slovacco (noto anche come Slovenský Olympijský Výbor in slovacco) è un'organizzazione sportiva slovacca, nata nel 1992 a Bratislava, Slovacchia.
Rappresenta questa nazione presso il Comitato Olimpico Internazionale (CIO) dal 1993 ed ha lo scopo di curare l'organizzazione ed il potenziamento dello sport in Slovacchia e, in particolare, la preparazione degli atleti slovacchi, per consentire loro la partecipazione ai Giochi olimpici. Il comitato, inoltre, fa parte dei Comitati Olimpici Europei.
L'attuale presidente dell'organizzazione è Frantisek Chmelar, mentre la carica di segretario generale è occupata da Jozef Liba.